# 贝克勒尔

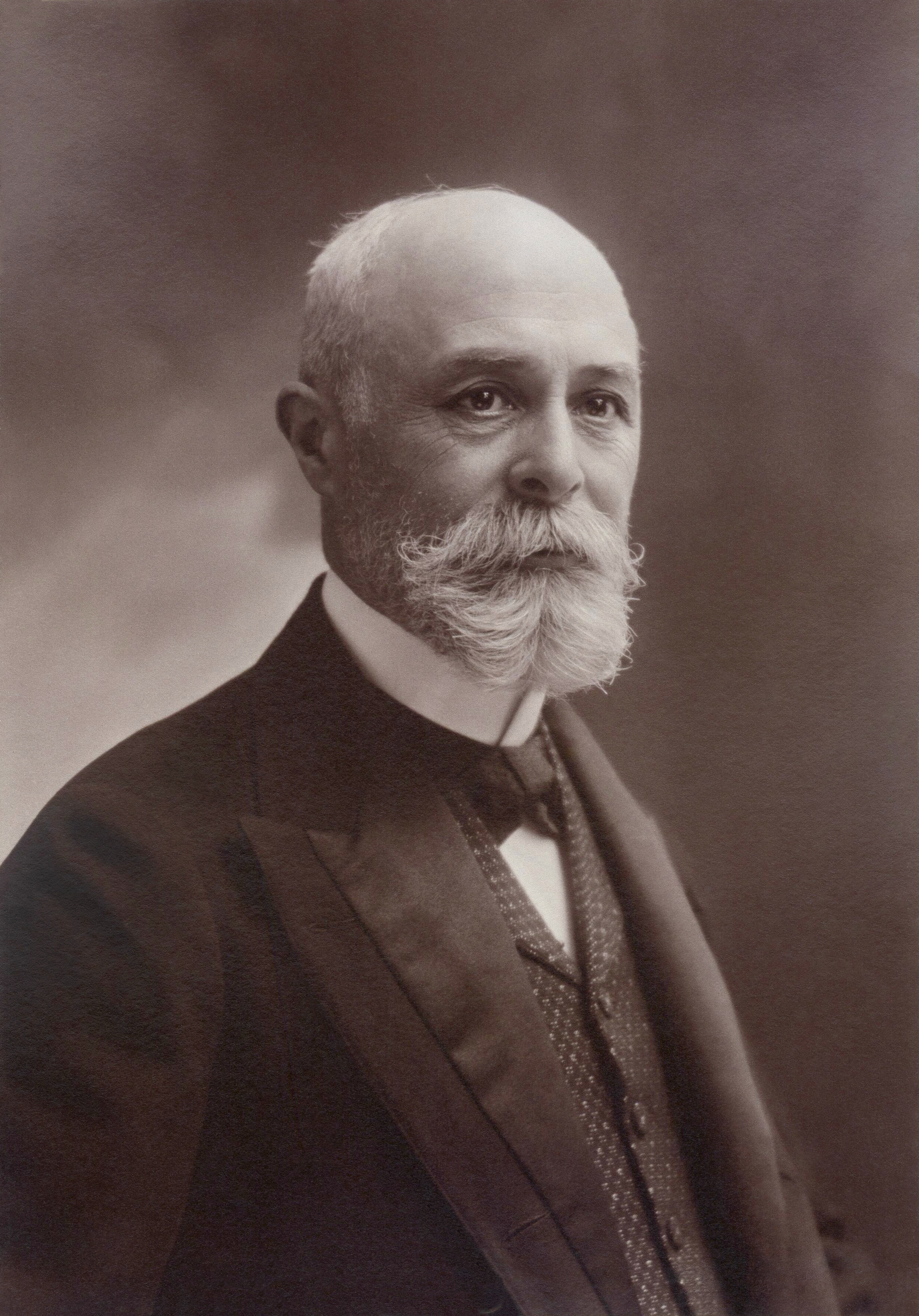
亨利·贝克勒尔

贝克勒尔（法語：Becquerel），簡稱貝克 。是放射性活度的国际单位制导出单位，用於衡量放射性物質或放射源的計量單位。贝克勒尔的国际单位制量纲为[s-1]，同频率单位赫兹相同，但意义完全不一样。一定量的放射性核種，若每秒有一个原子衰变，其放射性活度即為1貝克，例如，一克的镭-226放射性活度有3.7×1010Bq。這是個相當龐大的數值，因此常用千貝克（kBq）甚至百萬貝克（MBq）來表示。
放射性射線對人體具有危害，毫无防护下长期接触放射物质，會使健康受到严重损害。
給予固定質量的放射性物質，其貝克數值會隨著時間的演進而改變。因此，對於短壽命同位素，必需標明其放射性衰變率與時間戳在一起，有時候，這衰變率還會調整至某特定日期（過去日期或未來日期）。例如，安全組織時常會標明出一個十日調整數目，即十日後的放射性活度。在這時間間隔內，短壽命同位素的數量可能會大幅降低。
簡而言之，貝克表現了放射源在某一時刻的放射性活度。

## 命名

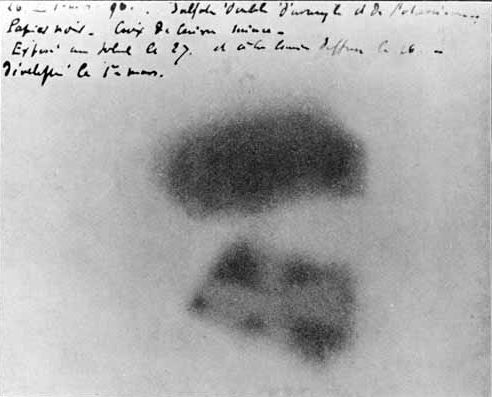
亨利·贝克勒尔发现放射性物質的底片

得名於法国物理学家亨利·贝克勒尔的姓，在1975年，國際輻射單位與度量委員會（ICRU）認為瑪麗·居禮與她先生皮埃爾·居里兩人，以及贝克勒尔共同獲得放射性物質研究的諾貝爾物理學獎，因此ICRU建議科学界以單位更小的貝克取代居里（Ci），成為活度的國際專用單位。

## 前綴
就像許多其它國際單位，在Bq單位的前面也能夠添加國際單位制前綴；通常是以十進制數量級增進，如kBq（千貝克，103 Bq）、MBq（麥貝克，106 Bq）、GBq（吉貝克，109 Bq）、TBq（太貝克，1012 Bq），以及PBq（拍貝克，1015 Bq）。實際使用，1Bq是很小的單位，所以，通常會使用到前綴。例如，存在於70公斤质量的人體內的天然放射性核素钾（40K）會造成每秒4400次放射性衰变，即4.4 kBq的放射性活度。在日本廣島市的原子彈爆炸估計造成了8×1024Bq（8YBq，8佑貝克）。

## 貝克與每秒計數之間的分別
當使用探測器測量樣品的活度時，常會用到衡量單位每秒鐘計數（cps）或每分鐘計數（cpm）。每秒鐘計數是单位时间1秒钟内放射性检测仪器（如盖革计数器）测到的电离事件的计数，每分鐘計數表示1分钟内的电离事件的计数。這兩種計數單位一般用於表示某种粒子的度量单位，如阿尔法粒子、贝塔粒子。這兩種計數單位表示檢測儀器記錄的事件發生率。
表示放射源在单位时间内放射活动绝对强度的计数單位为每秒钟衰变数（disintegrations per second，记为DPS）、每分钟衰变数（disintegrations per minute，记为DPM）。這兩種衰變數單位表示放射源的衰變事件發生率。
1貝克等價於1每秒钟衰变数。貝克是放射性物質的放射性活度，不同於每秒鐘計數、每分鐘計數。

## 貝克與居里之間的關係
居里（Ci）為早期使用的放射性單位，目前國際單位制導出單位已不採用，其基準相當於1克的鐳226放射性活度。
换算因子如下：
1 Ci = 3.7×1010 Bq
1 Ci = 37 GBq
1 μCi = 37,000 Bq
1 Bq = 2.70×10−11 Ci
1 Bq = 2.70×10−5 μCi
1 GBq = 0.0270 Ci

## 應用
貝克主要是用來衡量水、食物、土壤或其他放射源等物質中放射性核素釋放出放射線強度的大小。
常用於食物安全檢驗輻射的量度單位，這是量化有多少輻射從物件放射出來的單位。如以此單位量度食物的輻射量時，便以每公斤放射出多少「貝克」來作標準。

爲了表現單位物體的放射性活性強度，引入了貝克/升（Bq/l），貝克/公斤（Bq/Kg）和貝克/平方米（Bq/m2）等單位。

## 危害標準
2011年3月17日，日本厚生勞動省修訂《食品衛生法》，為食品暫定國家標準值。以碘與銫為例：半衰期很短的放射性碘131活度上限，飲用水、牛奶及乳制品為每公斤300貝克，蔬菜類（根莖類、薯類除外）為每公斤2000貝克；至於半衰期很長的放射性銫134及銫137活度上限，飲用水、牛奶及乳製品為每公斤200貝克，蔬菜類、穀物類、水產品、肉、蛋等都是每公斤500貝克。
香港海關則採用國際食品法典委員會（CODEX）所定下的標準：不論任何類型食品，一律採用相同標準。當中以每公斤碘131所放射出100貝克為上限，而銫134及銫137為每公斤放射出1000貝克為上限，如果超過此輻射量即視為為超標。
台灣原能會修訂商品輻射限量標準中飲用水中總阿伐濃度限值為每立方公尺550貝克而貝他及加馬所造成之年有效劑量限值為40微西弗。

## 活度計算方法
給定質量為{\displaystyle m}（公克）、原子量為{\displaystyle m_{a}}（amu）、半衰期為{\displaystyle t_{1/2}}（秒）的同位素樣品，其放射性活度{\displaystyle R}（貝克）為
{\displaystyle R=\lambda N={\frac {m}{m_{a}}}N_{A}{\frac {\ln(2)}{t_{1/2}}}}；
其中，{\displaystyle \lambda =\ln(2)/t_{1/2}}是衰變常數，{\displaystyle N=mN_{A}/m_{a}}是放射性原子核的數目，{\displaystyle N_{A}=6.02214179(30)\times 10^{23}}是亞佛加厥常數。
例如，天然存在的鉀元素含有豐度為0.012%、半衰期為1.248×109年=39×1015秒、原子量為39.96 amu的40K，所以，1公斤天然鉀的活度為32 kBq：
{\displaystyle R={\frac {1000\times 0.012\%}{39.96}}\times 6.0\ \ 10^{23}\times {\frac {\ln(2)}{39\ \ 10^{15}}}=32kBq}。

## 和希沃特的關係
貝克是描述放射源活性強度（量纲[s-1]）的單位，而希沃特則是描述被輻射物體所受單位輻射劑量（量纲[m2s-2]）的單位。兩者是完全不同的概念。貝克強調放射源的放射性強弱，而希沃特則着重表示放射性被害尤其是對人體健康的危害程度。貝克只和放射源物質的元素性質和數量有關。而希沃特由放射源活性強度，放射物性質，離放射源的距離，障礙物的有無，介质等等因素決定。

## 外部連結
- （英文）Derived units，關於BIPM，參見國際度量衡局。